# Gare du Theil-de-Bretagne
Gare du Theil-de-Bretagne vasútállomás Franciaországban, Le Theil-de-Bretagne településen.

## Vasútvonalak
Az állomást az alábbi vasútvonalak érintik:
- Châteaubriant-Rennes-vasútvonal

## Kapcsolódó állomások
A vasútállomáshoz az alábbi állomások vannak a legközelebb:
- Gare de Retiers (Gare de Châteaubriant, Châteaubriant-Rennes-vasútvonal)
- Gare de Janzé (Gare de Rennes, Châteaubriant-Rennes-vasútvonal)